# 파라오의 다섯 칭호
고대 이집트의 파라오는 다섯 가지 국왕 칭호를 부여받았으며, 이를 위한 일정한 명명 규칙이 자리잡았다. 각각의 칭호는 파라오가 지닌 세속적 권력과 신성한 힘을 상징했으며, 통치 기간 동안 일종의 강령 역할도 하였다. 한번 부여받은 칭호는 끝까지 지니는 것이 대부분이었지만 도중에 칭호가 변경되는 경우도 있었다.
이집트 고왕국 시기만 하더라도 이러한 칭호는 쓰이지 않았으나 중왕국 시기부터 본격적으로 도입되어 로마 제국 통치기 말까지 계속 사용되었다.

## 기원
파라오의 칭호가 만들어진 것은 파라오 스스로 신성한 권위를 부여받아 백성과 신 사이를 이으려는 뜻에서였다. 여기에 파라오의 자질을 나타내고 지상의 왕국과 결부지으려는 역할도 있었다.
파라오의 다섯 칭호는 수 세기에 걸쳐 발전해 왔는데, 그 가운데 가장 먼저 등장한 것은 호루스명이다. 호루스명은 파라오를 호루스 신의 대리자로 칭하는 이름이었다. 두번째로 네브티명은 상이집트와 하이집트에서 쓰는 왕실 칭호를 통일한 것이었다. 네브티명은 파라오가 네크베트 와 우제트라는 두 수호여신의 보호 아래에 있음을 나타냈으며, 제1왕조 말기에 두 여인 기호와 함께 "상하 이집트의 주인"임을 나타내면서 쓰이기 시작했다.
이집트 제4왕조부터는 황금 호루스명 (황금 매)라는 칭호가 등장했으며 전체 칭호 중에서 세번째에 자리했다.  마지막 두 칭호인 즉위명과 출생명은 카르투슈 안에 이름을 새김으로서 나타내었으며, 각각 '왕좌명', '라의 아들명' 이라는 이름으로도 알려졌다. 단 후대로 갈수록 카르투슈에 왕비와 왕가 구성원의 이름 등 왕실 칭호 전체를 새겨넣는 경우가 많아졌다.

## 호루스명
𓅃𓊁

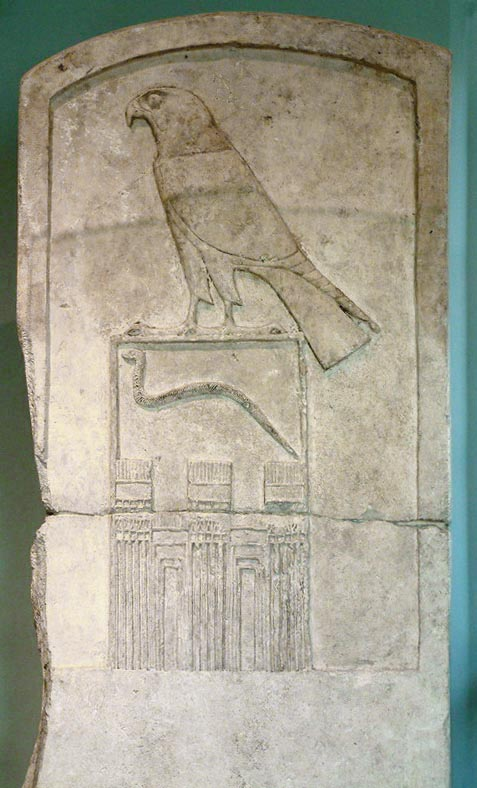
제트 파라오의 이름을 새긴 세레크. 루브르 박물관 소장.

호루스명 (호루스의 이름)은 파라오의 다섯 칭호에서도 가장 오래된 것으로 그 유래는 선사 시대 이집트로 거슬러 올라간다. 이 때문에 극초창기의 이집트 파라오는 호루스명으로만 알려져 있었다.
호루스명은 세레크 (Serekh)라는 특수 상형문자로 표기되는데, 이 세레크는 왕궁의 정면을 형상화한 문자다. 왕궁 위나 옆에 매 (호루스)를 함께 새기며, 국왕의 이름은 왕궁 기호 안에 표기한다.
이집트 제2왕조의 파라오였던 세트-페리브센은 호루스 대신 세트를 새겨넣었는데, 이 시기 이집트 내부적으로 종교 분열이 벌어진 것을 반영한 것으로 추정된다. 선왕이었던 카세켐위의 경우에는 이름에 세트신과 호루스신을 모두 새겨넣었다. 세트-페리브센 이후의 파라오들은 호루스의 형상만을 사용하였다.
신왕국 대에 이르러서는 세레크 없이 그냥 표기하는 경우가 많아졌다.

## 네브티명
| G16 |

네브티 (Nebty, 직역하면 '두 여인')은 상이집트와 하이집트의 수호신을 하나의 문자로 형상화한 일종의 문장과 같았다.
- 상이집트 수호신 네크베트 (독수리)
- 하이집트 수호신 우제트 (코브라)

네브티명은 일찍이 제1왕조의 파라오 세메르케트가 처음 사용하였으나 제12왕조 시기에만 독자 칭호로 쓰였다.
네브티명은 카르투슈나 세레크에 쓰지는 않았으며, 다만 독수리와 코브라를 두 바구니 위에 올린 형상의 상형문자, '네브티'를 맨 처음에 씀으로서 구분되었다.

## 황금 호루스명
| G8 |

황금 호루스명은 황금 위나 옆에 놓인 매 (호루스)의 상형문자로 시작되는 칭호였다.
황금 호루스명이 지니는 의미에 대해서는 학계의 논란이 있다. 일설에 의하면 황금 상형문자는 "적보다 우월하다"는 뜻으로 해석되며, 그 위에 호루스를 올려둔 것은 삼촌 세트를 물리친 호루스의 승리를 나타낸다고 본다. 한편 황금은 고대 이집트인의 사상에서 영원성과 밀접하게 연관되어 있으므로, 파라오의 호루스명을 영원히 전하고자 쓰였다는 해석도 있다.
네브티명과 마찬가지로 카르투슈나 세레크를 따로 사용하지는 않는 이름이다.

## 즉위명

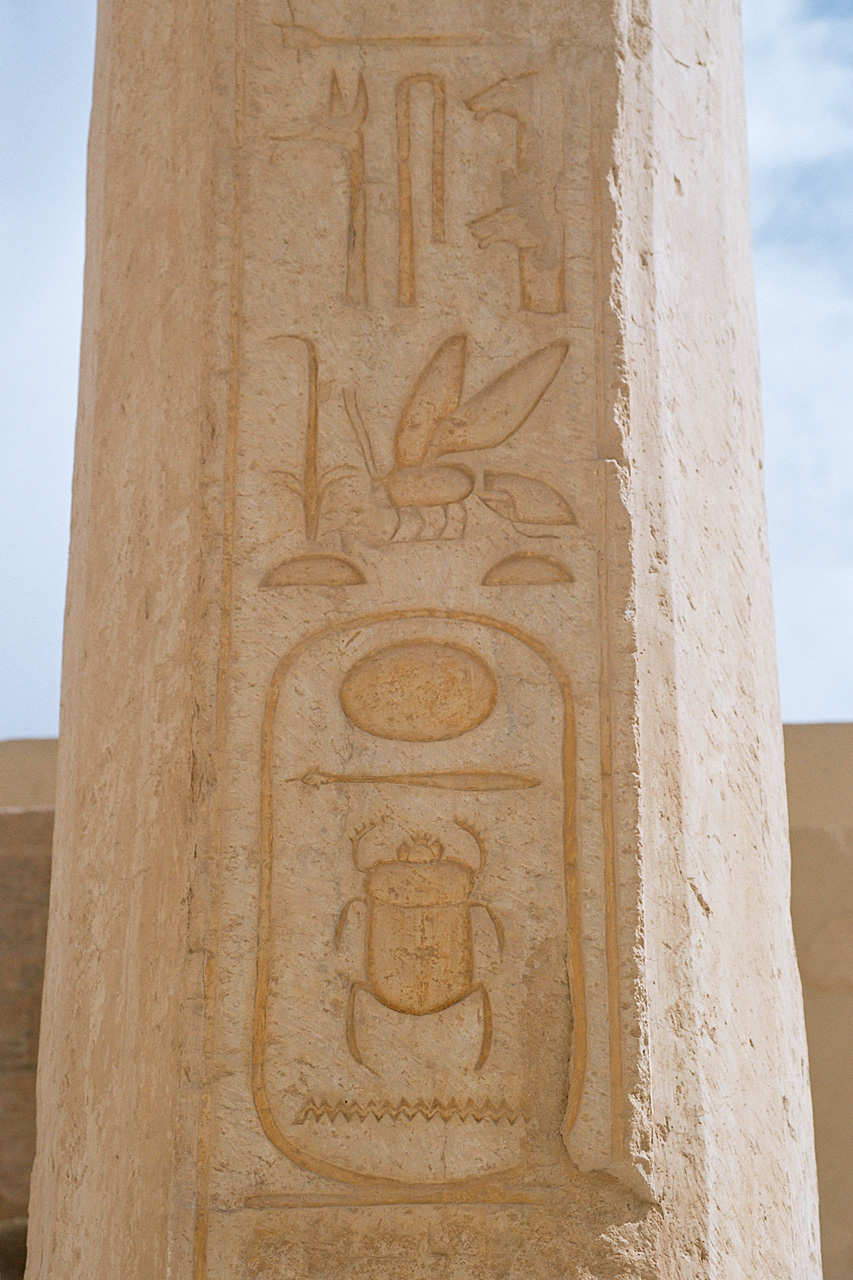
벌과 파피루스가 새겨진 투트모세 2세의 카르투슈. 이집트 룩소르 하트셉수트 사원

| M23 · t | L2 · t |

즉위명 (존호)은 파라오의 다섯 칭호 가운데 네번째와 다섯번째 순서에 오는, 카르투슈 안에 표기된 이름 중 하나이다. 즉위명의 맨 처음에는 반드시 '네수-비티' (nsw(t)-bjt(j) )라는 상형문자를 우선하였는데, 이는 '풀과 벌의~'라는 뜻으로, "상이집트와 하이집트의 왕"임을 나타낸다. 풀과 벌은 각각 상이집트 (삼각주 지대)와 하이집트 (계곡지대)를 상징하기 때문이라는 이유에서인데, 다만 최근 연구에서는 이러한 해석에 의문이 제기되고 있다.
이따금씩 표기되는 '넵 투이' (nb tꜣwy,)로 읽혀지는 상형문자 역시 '두 대지의 국왕'이라는 뜻으로서 이집트 계곡지대와 삼각주 지대를 아울러 통치한다는 의미를 갖고 있다.

## 출생명
| G39 | N5 | \| \| |
|     |    |       |

|  |

파라오의 다섯 칭호 가운데 마지막 이름은 파라오가 태어날 때 붙여지는 이름으로서, 이름 앞에는 "라의 아들"이라는 칭호를 붙여 나타냈다. 이 때 '라'는 태양신 라를 상징하는 태양 문자로, '아들' (za)은 같은 발음이 나는 오리 상형문자 (za)로 표기하였다. 제4왕조부터 처음 도입된 칭호이며, 파라오가 태양신 라의 대리인임을 강조하는 칭호다. 파라오가 여성일 경우에는 '라의 아들' 대신 '라의 딸'로 해석했다.
오늘날 파라오의 이름을 나타낼 때 가장 많이 쓰이는 이름으로, 동명이인의 파라오가 많기 때문에 이집트학자들은 뒤에 서수 (1세, 2세 등)를 붙여 구분하고 있다.

## 전 칭호

### 세누스레트 1세
중왕국 시기에는 위의 다섯가지 칭호를 하나의 카르투슈 안에 넣어 표기하기도 하였다. 다음은 베니 하산의 벽면에 새겨진 세누스레트 1세의 전 칭호다.

### 하트셉수트
제18왕조 파라오 하트셉수트의 전 칭호는 다음과 같다. 다만 여왕이었던 만큼 다른 남자 파라오의 호칭과는 차이점을 보인다.
- 호루스명: 웨스렛카우 Wesretkau, "카스의 강자"
- 네브티명: 와지렌푸트 Wadjrenput, "태평성대, 두 여인의 여왕"
- 황금 호루스명: 넷제렛카우 Netjeretkhau, " 신성한 외관" ('신성한'이란 뜻의 남성형 netery의 여성형 netjeret와 '외관'이란 뜻의 khau를 합쳤다)
- 즉위명: 마앗카레 Maatkare, "진리는 카의 레"
- 출생명: 크눔트-아문 하트셉수트 Khnumt-Amun Hatshepsut, "아문과 한몸이자 고귀한 여인 가운데 으뜸"

### 투트모세 3세
- 호루스명: 카나크트 카엠와세트 Kanakht Khaemwaset, "테베에서 일어난 신성한 황소의 호루스"
- 네브티명: 와흐네싯미레엠페트 Wahnesytmireempet, "천상의 레처럼 왕권을 지속하는 두 여인의 국왕"
- 황금 호루스명: 세켐파흐티제세르카우 Sekhempahtydjeserkhaw, "강한 위력과 신성한 외모의 황금 호루스"
- 즉위명: 멘케페레 Menkheperre, " 레의 형상을 이어가는 풀와 벌의 국왕"
- 출생명: 투트모세 네페르케페루 Thutmose Neferkheperu, "아름다운 형상, 라의 아들 투트모세"

## 참고 문헌
- Allen, James P. (1999). 《Middle Egyptian: An Introduction to the Language and Culture of Hieroglyphs》. New York: Cambridge University Press. ISBN 978-0-521-77483-3.
- Dodson, Aidan Mark; Dyan Hilton (2004). 《The Complete Royal Families of Ancient Egypt》. Cairo, London, and New York: The American University in Cairo Press and Thames and Hudson. ISBN 978-977-424-878-8.
- Ronald J. Leprohon (2013). 《The Great Name: Ancient Egyptian Royal Titulary》. Society of Biblical Literature. ISBN 978-1589837355.
- Gardiner, Alan Henderson (1957). 《Egyptian Grammar; Being an Introduction to the Study of Hieroglyphs》 3판. Oxford: Griffith Institute.
- Quirke, Stephen G. J. (1990). 《Who Were the Pharaohs? A History of Their Names with a List of Cartouches》. London: British Museum Publications Limited.
- Schneider, Thomas (1993). “Zur Etymologie der Bezeichnung 'König von Ober- und Unterägypten'”. 《Zeitschrift für ägyptische Sprache und Altertumskunde》 120 (2): 166–181. doi:10.1524/zaes.1993.120.2.166. S2CID 193377499.
- Shaw, Garry J. (2012). 《The Pharaoh, Life at Court and on Campaign》. London and New York: Thames and Hudson. 20–21쪽.
- von Beckerath, Jürgen (1999). 《Handbuch der ägyptischen Königsnamen》 2판. Mainz am Rhein: Verlag Philipp von Zabern.